# Tieghemella
Tieghemella es un género con cuatro especies de plantas  perteneciente a la familia de las sapotáceas. 
Etimología
Tieghemella : nombre genérico nombrado en honor del botánico Philippe Édouard Léon Van Tieghem.

## Especies seleccionadas
- Tieghemella africana
- Tieghemella heckeliana
- Tieghemella heckelii
- Tieghemella jollyana

## Sinónimos
- Dumoria